# 高爾特 (密蘇里州)
高爾特（英語：Galt）是位於美國密蘇里州格蘭迪縣的城市。

## 人口
根據2020年美國人口普查的數據，高爾特的面積為0.74平方千米，皆為陸地。當地共有人口168人，而人口密度為每平方千米227人。